# کاواگوئه، میئه
کاواگوئه، میئه (به لاتین: Kawagoe, Mie) یک منطقهٔ مسکونی در ژاپن است که در Mie District واقع شده‌است. کاواگوئه ۸٫۷۱ کیلومتر مربع مساحت و ۱۴٬۴۳۵ نفر جمعیت دارد.